# チャイニーズ・タイシャン
チャイニーズ・タイシャン（中華泰山）は、中国の渤海郵輪有限公司が保有するクルーズ客船。

## 概要
ロイヤル・オリンピック・クルーズの発注により、ドイツのブローム・ウント・フォスで建造され、オリンピック・ヴォイジャーとして2000年6月24日に就航した。
2004年にイベロ・クルーズに売却され、グランド・ヴォイジャーとして運航された。
2011年にコスタ・クルーズに売却され、コスタ・ヴォイジャーとなり、12月に就航した。フランスの乗客を主な対象としたクルーズで運航され、アムステルダムと地中海側の都市から地中海と北ヨーロッパに運航された。2012年はコスタ・アレグラが発電機室の火災により運航から離脱したため、3月18日から7月1日まで、予定されていたクルーズを中止してコスタ・アレグラのクルーズを代替した。
2014年2月にコスタ・クルーズから渤海郵輪有限公司に売却され、チャイニーズ・タイシャン（中華泰山）となり、中国発着のクルーズで運航されている。

## 事故・インシデント
2005年2月14日、地中海を航行中、ミストラルの影響により発生した巨大波を受けた。約12-15メートルの高波により船橋の窓ガラスが破壊され、流入した海水により機器が損傷したため、機関が使用できなくなり漂流した。荒天下での漂流であったため、船体は大きく動揺した。直後に姉妹船のエクスプローラーも太平洋を航行中に同様の事故に遭遇している。